# Distilleria Marzadro
La Distilleria Marzadro è un'azienda italiana a carattere artigianale fondata durante l'immediato secondo dopoguerra. L'azienda inizialmente operante solo a livello regionale, è attiva nel settore della distillazione della grappa e produzione di alcolici con distribuzione a livello nazionale ed internazionale.

## Storia
- Inizio secolo XX. La Famiglia Marzadro opera principalmente nel settore agricolo. Con la seconda guerra mondiale, in seguito a significative perdite nell'ambito agricolo, valutato a circa il 25% del capitale rispetto al 1938 in tutta Italia[1], l'attività della famiglia si sposta verso un'economia di tipo agroindustriale, più redditizia che quella semplicemente di tipo agricolo.
- 1949 Inizio delle prime operazioni di distillazione delle vinacce ad opera di Sabina utilizzando 2 bagnomaria a cestelli a vapore diretto. Delega al fratello minore Attilio, le vendite della grappa.[2] L'iniziativa da parte di Sabina rispecchia il cambiamento della posizione sociale e lavorativa della donna nell'immediato dopoguerra, che si trova anche al controllo di attività economiche[3].
- 1968 trasferimento dell'attività in una nuova sede a Brancolino con 6 bagnomaria a cestelli. La produzione aumenta fino a circa 100.000 bottiglie annue.
- 1978 Controllo della distilleria passa alla seconda generazione della famiglia composta da quattro figli di Attilio: Elena, Erino, Stefano e Andrea Marzadro.
- 1980 Incremento della produzione tramite l'aggiunta di un impianto di distillazione detto disalcolatore cioè un impianto continuo per la distillazione della vinaccia. La capacità di produzione aumenta di 20 tonnellate di vinacce giornaliere. L'azienda conta anche 3 dipendenti fissi esterni con un fatturato di 300 milioni di lire all'anno. Inizia in questo decennio la crisi del mercato della grappa dovuto a fattori di scarsa qualità, restrizioni del mercato confinato alle zone dell'arco alpino (Piemonte, Friuli, Trentino Alto Adige, Veneto e Lombardia), alto consumo di grappa fatta in casa e preferenza di Cognac, Brandy e Whisky sul mercato nazionale. Introduzione di nuovi prodotti a base di grappa o alcol al mirtillo, pesca, fragoline di bosco, lampone e inizio della produzione di bottiglie souvenir e bottiglie decorate a mano per soddisfare i turisti.
- Dal 1984 al 1994 l'azienda aumenta il proprio fatturato di circa 800 milioni di lire all'anno.
- 1985 Introduzione sul mercato di monovitigni e di distillati di uva e altra frutta come mela e pera.
- 1995 Acquisto di nuovo stabile per uso magazzino, imbottigliamento automatico e uffici amministrativi. Numero dipendenti sale a 40, il fatturato arriva a Lire 13 miliardi annui.
- 1999 Progetto innovativo di grappa Stravecchia affinata 18 mesi in botti di quattro legni diversi: rovere, acacia, frassino e ciliegio. L'invecchiamento avviene in uno stabile nel comune d’Isera in circa 700 contenitori in legno (botti, tonneau e barrique). Oggi l'azienda possiede 1800 contenitori suddivisi nelle tre stesse tipologie precedenti.
- Dal 1995 al 2003 L'azienda è suddivisa in tre stabilimenti: distilleria a Brancolino, lavorazione e amministrazione nello stabilimento di Rovereto e invecchiamento a Isera.
- 2005 Inaugurazione nuovo stabilimento ad opera dell'architetto Günther Plaickner[4]. La distilleria comprende 8 bagnomaria discontinui, un impianto di distillazione continuo (disalcolatore). La nuova sede aziendale accoglie circa 60 000 visitatori all'anno. Il nuovo stabilimento ha un minimo impatto ambientale, ottenuto tramite la costruzione parzialmente interrata, con tetti in parte coperti da vegetazione (giardino pensile) mimetizzante l'azienda nel contesto agricolo della Vallagarina.

## Cariche e riconoscimenti
- Stefano Marzadro, vicepresidente, Istituto Tutela Grappa del Trentino.
- IWSC - International Wine & Spirit Competition: 5 premiazioni.
- ISW - Internationaler Spirituosen Wettbewerb: 5 premiazioni.
- Concorso Interregionale Alambicco del Garda: 13 premiazioni.
- Concorso Nazionale Grappe: 3 premiazioni.
- Concorso Selezione "Acquavite d'oro": 4 premiazioni.

## Didattica Turistica Regionale
La distilleria offre visite guidate in gruppi di lingua tedesca, italiana, inglese e francese anche da settembre a novembre con la distilleria in funzione.

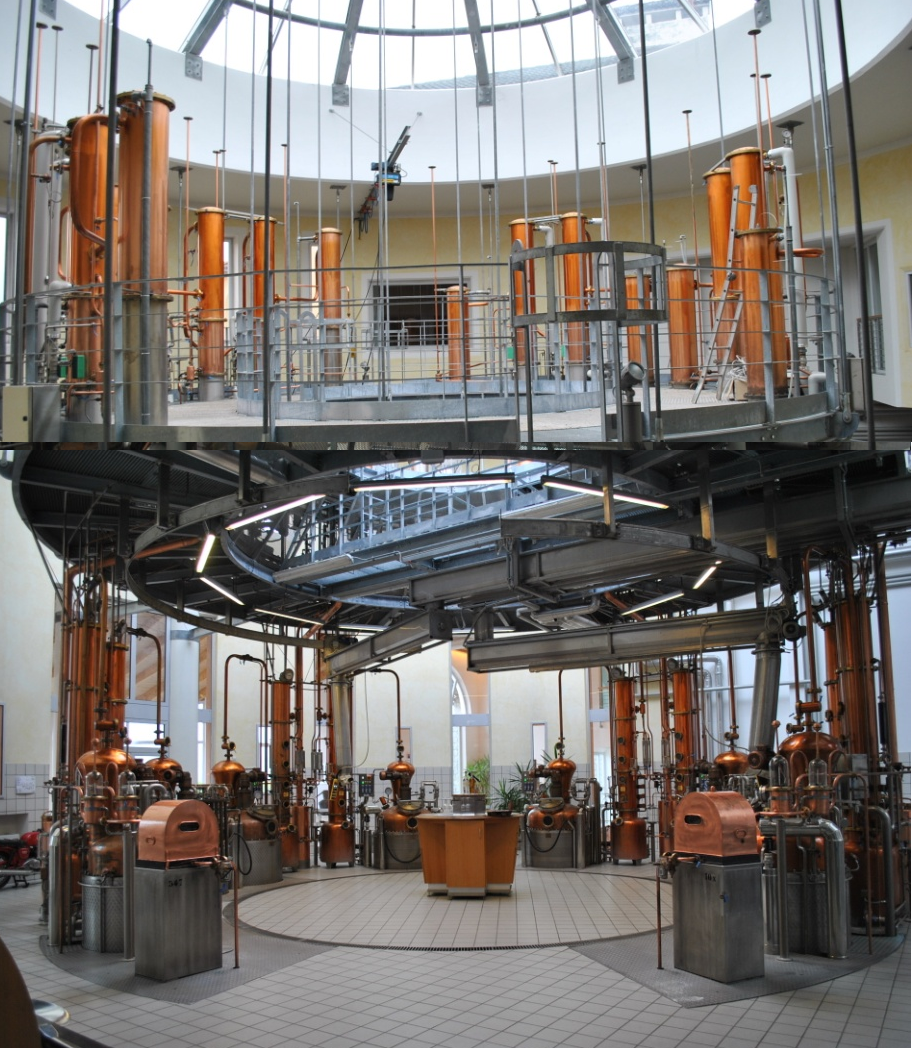
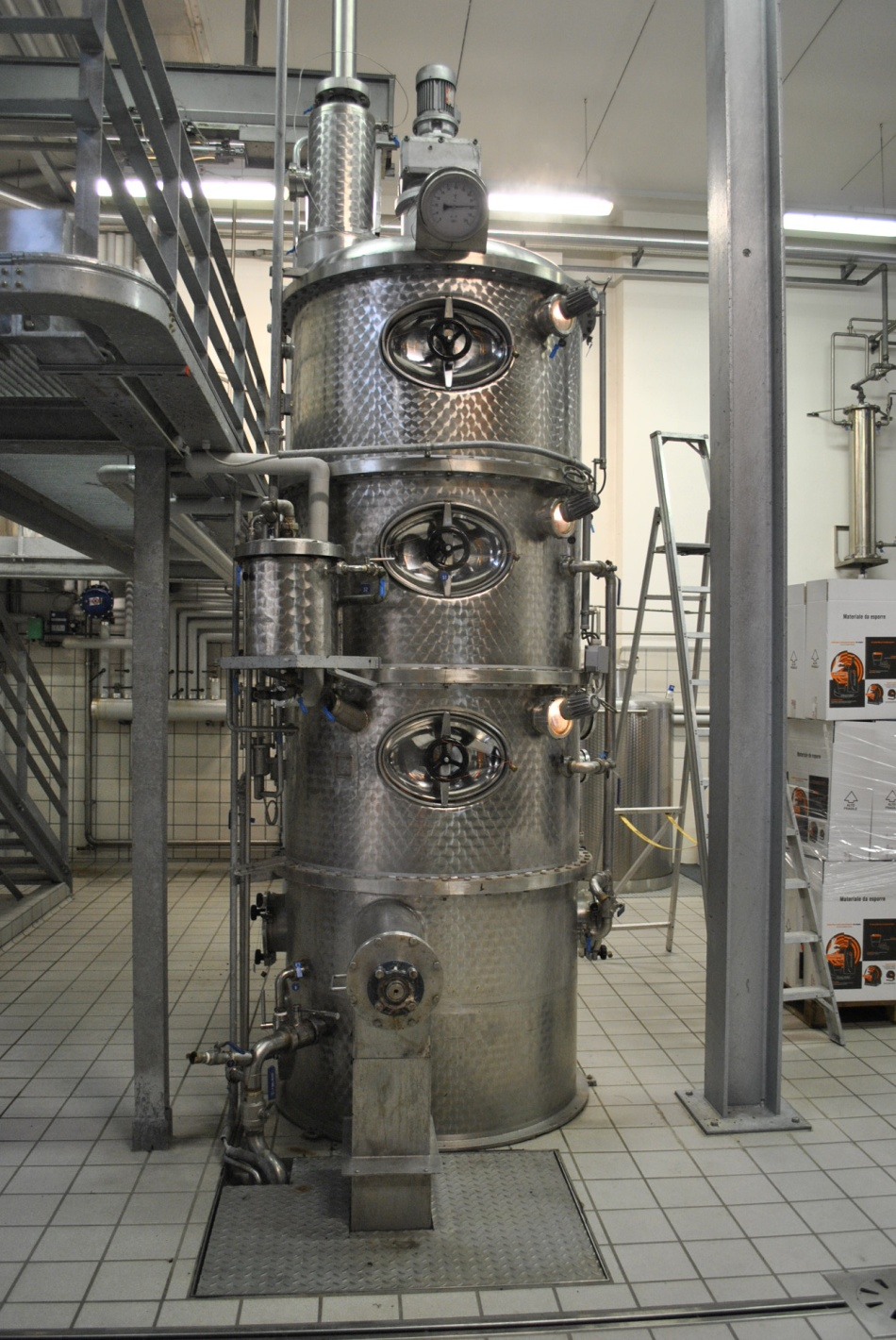
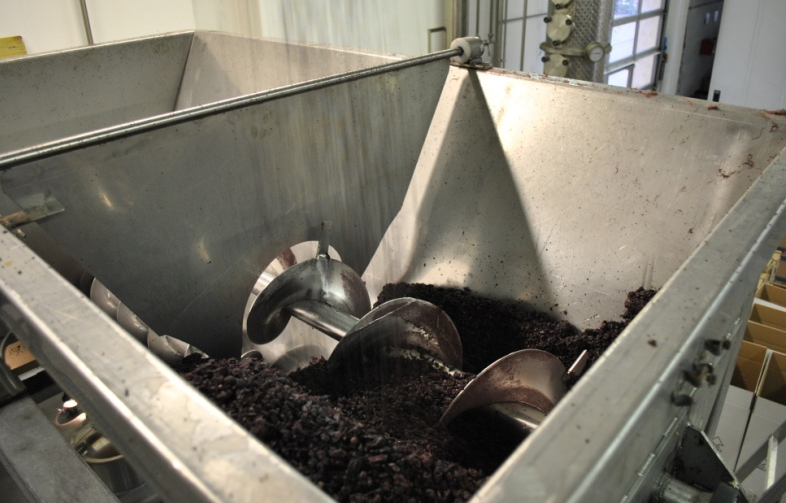
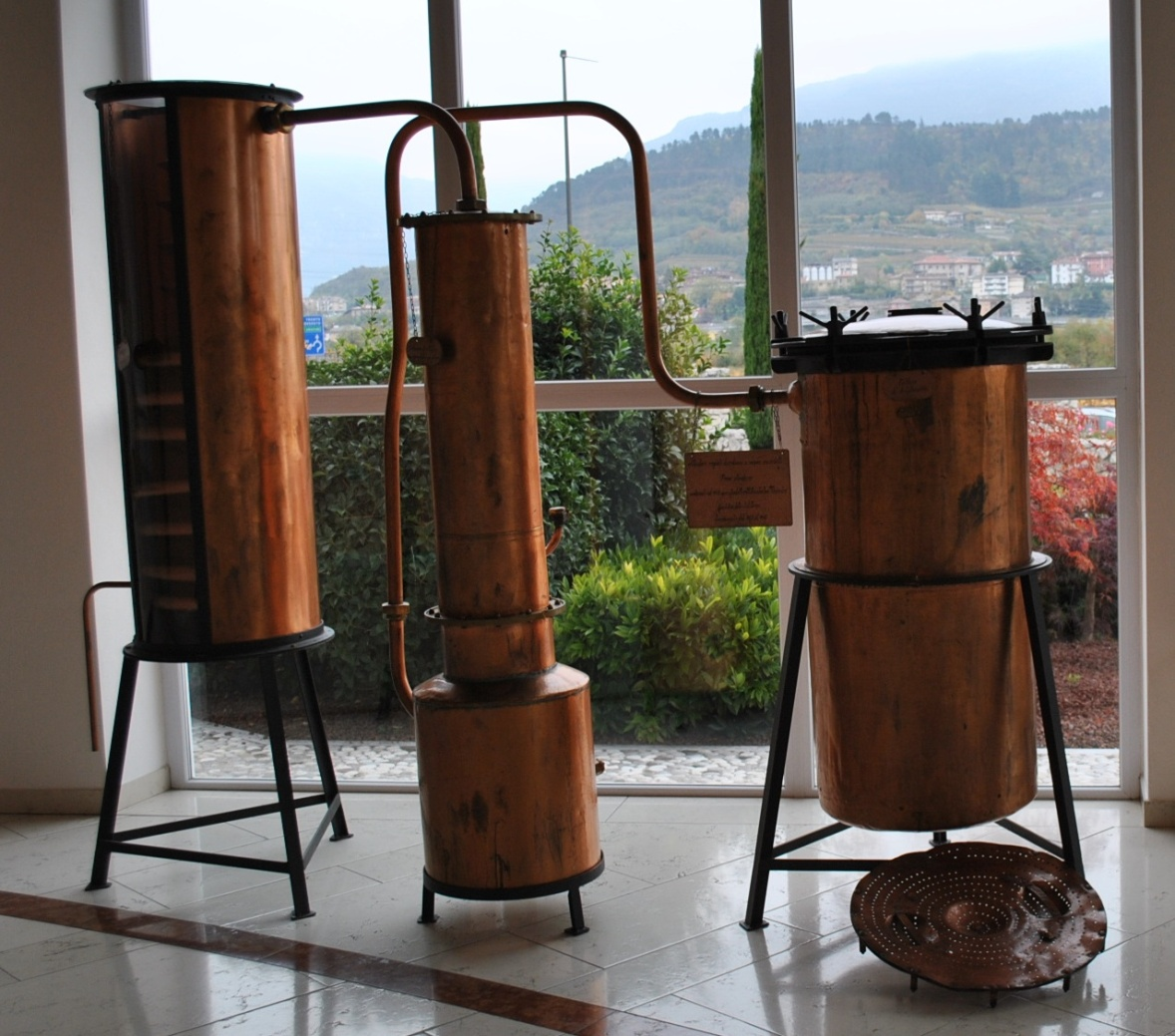